# 이너런던
이너런던(Inner London)은 그레이터런던의 안쪽 부분을 형성하는 런던 자치구 그룹의 이름이다. 아우터런던에 의해 둘러싸여 있다.

## 1963년 런던 정부법

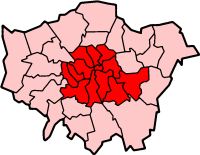
이너런던 - 기본 정의

이너런던 자치구들은 1963년 런던 정부법에 의해 규정되었다.
- 캠던구
- 그리니치구
- 해크니구
- 해머스미스 풀럼구
- 이즐링턴구
- 켄징턴 첼시 구
- 램버스구
- 루이셤구
- 서더크구
- 타워햄리츠구
- 원즈워스 구
- 웨스트민스터